# Roniviridae
Roniviridae és una família de virus, dins l'ordre Nidovirales. Pertanyen al grup dels virus d'ARN monocatenari +. L'únic gènere és okavirus. Els okavirus infecten crustacis, principalment gambes. L'espècie tipus és Gill-associated virus.